# Afraid of Sunlight
Albums de Marillion
Brave
(1994) Made Again
(1996)
Singles
1. Beautiful
Sortie : 29 mai 1995

Afraid of the Sunlight est le huitième album studio du groupe de rock progressif britannique, Marillion. Il est sorti le 3 juillet 1995 sur le label EMI et a été produit par Dave Meegan et le groupe.

## Historique
Cet album fut enregistré entre janvier et mars 1995 dans le repaire du groupe, The Racket Club à Aylesbury, dans le Buckinghamshire. Il est le premier album studio du groupe à ne pas figurer dans le top 10 du classement des albums au Royaume-Uni, où il n'atteindra que la 16e place. Il atteindra sa meilleure position dans les charts néerlandais, 8e, dans un pays où le groupe possède une solide fanbase. Le succès moindre de cet album verra le label EMI, qui soutient le groupe depuis son premier album, mettre fin à sa collaboration avec le groupe. Ce denier signe alors avec Raw Power, un label plutôt spécialisé dans le heavy metal avant de créer, en 1999, son propre label, Intact Records.
Le seul single, Beautiful, se classe à la 29e place du single chart britanniques et la 46e place aux Pays-Bas. 
La réédition de l'album en mars 1999 est agrémentée d'un CD bonus contenant neuf titres. En 2019, une nouvelle réédition sort sous la forme d'un coffret contenant quatre CD et un disque Blu-ray

## Liste des titres
- Les titres sont signés par les musiciens du groupe et John Helmer sauf indications.

| No | Titre              | Auteur                                                              | Durée |
| -- | ------------------ | ------------------------------------------------------------------- | ----- |
| 1. | Gazpacho           |                                                                     | 7:28  |
| 2. | Cannibal Surf Baby |                                                                     | 5:45  |
| 3. | Beautiful          | Steve Hogarth, Steve Rothery, Mark Kelly, Pete Trewavas, Ian Mosley | 5:12  |
| 4. | Afraid of Sunrise  |                                                                     | 5:02  |
| 5. | Out of This World  |                                                                     | 7:54  |
| 6. | Afraid of Sunlight |                                                                     | 6:50  |
| 7. | Beyond You         | Hogarth, Rothery, Kelly, Trewavas, Mosley                           | 6:11  |
| 8. | King               |                                                                     | 7:03  |

### CD bonus réédition 1999
| No | Titre                                           | Auteur                                    | Durée |
| -- | ----------------------------------------------- | ----------------------------------------- | ----- |
| 1. | Icon                                            | Hogarth, Rothery, Kelly, Trewavas, Mosley | 6:05  |
| 2. | Live Forever                                    |                                           | 4:34  |
| 3. | Second Chance (titre de travail de "Beautiful") | Hogarth, Rothery, Kelly, Trewavas, Mosley | 5:14  |
| 4. | Beyond You (démo)                               |                                           | 5:18  |
| 5. | Cannibal Surf Babe (Studio outtake)             |                                           | 6:00  |
| 6. | Out of this World (Studio outtake)              |                                           | 7:28  |
| 7. | Bass Frenzy                                     | Hogarth, Rothery, Kelly, Trewavas, Mosley | 1:17  |
| 8. | Mirage (démo)                                   | Hogarth, Rothery, Kelly, Trewavas, Mosley | 6:02  |
| 9. | Afraid of Sunlight (démo acoustique)            |                                           | 6:20  |

## Musiciens
Marillion
- Steve Hogarth: chant, claviers additionnels, percussions
- Steve Rothery: guitares acoustiques et électriques
- Mark Kelly: claviers
- Pete Trewavas: basse, chœurs
- Ian Mosley: batterie, percussions

Personnel additionnel
- Barbara Lemzy: chœurs surCannibal Surf Babe
- Wendy Page: chœurs surCannibal Surf Babe
- Hannah Stobart: chœurs surBeautiful

## Charts

### Album
| Pays                          | Durée du classement | Meilleur classement | Date            |
| ----------------------------- | ------------------- | ------------------- | --------------- |
| Allemagne (GfK Entertainment) | 8 semaines          | 52e                 | 8 novembre 2019 |
| Écosse (Scottish Album Chart) | 3 semaines          | 34e                 | 2 juillet 1995  |
| Pays-Bas (MegaCharts)         | 10 semaines         | 8e                  | 22 juillet 1995 |
| Suède (Sverigetopplistan)     | 1 semaine           | 34e                 | 7 juillet 1995  |
| Royaume-Uni (UK Albums Chart) | 3 semaines          | 16e                 | 2 juillet 1995  |

### Single
| Single    | Chart              | Durée du classement | Position | Date            |
| --------- | ------------------ | ------------------- | -------- | --------------- |
| Beautiful | (Single Top 100)   | 3 semaines          | 46e      | 15 juillet 1995 |
| Beautiful | (UK Singles Chart) | 2 semaines          | 29e      | 4 juin 1995     |